# Facundo Roncaglia
Facundo Sebastián Roncaglia (Chajarí, 1987. február 10. –) argentin labdarúgó, a spanyol Osasuna játékosa.

## Sikerei, díjai
- Boca Juniors
  - Argentin Primera División: 2008 Apertura, 2011 Apertura
  - Copa Argentina: 2011–12
- Estudiantes
  - Argentin Primera División: 2010 Apertura
- Valencia
  - Spanyol kupa: 2019